# Tre finder en kro
Tre finder en kro er en dansk film fra 1955, instrueret af Jon Iversen.

## Medvirkende
- Peter Malberg
- Johannes Meyer
- Preben Mahrt
- Else Marie Hansen
- Astrid Villaume
- Kjeld Jacobsen
- Beatrice Bonnesen
- Emil Hass Christensen
- Henry Nielsen
- Torkil Lauritzen